# Gratkorn
Gratkorn és una localitat del districte de Graz-Umgebung, a l' estat d'Estíria, Àustria, amb una població estimada a principi de l'any 2018 de 7.892 habitantes .
Està ubicada al centre de l'estat, prop de la ciutat de Graz —la capital de l'estat— i del riu Mura —un afluent del riu Drava, que al seu torn, ho és del Danubi.

## Població
| Any  | Pop.  | ±%     |
| ---- | ----- | ------ |
| 1869 | 1,639 | —      |
| 1880 | 2,271 | +38.6% |
| 1890 | 3,436 | +51.3% |
| 1900 | 4,055 | +18.0% |
| 1910 | 4,373 | +7.8%  |
| 1923 | 4,437 | +1.5%  |
| 1934 | 4,501 | +1.4%  |
| 1939 | 4,539 | +0.8%  |
| 1951 | 4,970 | +9.5%  |
| 1961 | 5,287 | +6.4%  |
| 1971 | 6,054 | +14.5% |
| 1981 | 6,112 | +1.0%  |
| 1991 | 6,113 | +0.0%  |
| 2001 | 6,625 | +8.4%  |
| 2011 | 7,519 | +13.5% |